# カイル・マーティン (投手)
カイル・ジャレッド・マーティン（Kyle Jared Martin, 1991年1月18日 - ）は、アメリカ合衆国テキサス州出身の元プロ野球選手（投手）。右投右打。
愛称は、アメリカ合衆国にあるスーパー・マーケットと、自身の名前の綴りを掛け合わせた「K・マート」。

## 経歴

### プロ入りとレッドソックス時代
2013年のMLBドラフト9巡目（全体263位）でボストン・レッドソックスから指名を受け、契約。
2015年はAA級に昇格し、27試合で2勝1敗5セーブ、防御率4.50だった。
2016年はAAA級に昇格し、36試合で3勝4敗6セーブ、防御率3.38だった。
2017年はAAA級で開幕を迎える。7月20日にメジャーに昇格し、2試合に登板したが勝敗はつかなかった。
2018年はAAA級で30試合に登板し、3勝2敗1セーブ、防御率3.33だった。

### 埼玉西武ライオンズ時代
2018年7月26日、日本プロ野球の埼玉西武ライオンズと契約したことが発表された。背番号は42。8月11日、対東北楽天ゴールデンイーグルス戦でNPB初登板。その後はリリーフ陣の一翼を担い22試合に登板。2勝1セーブ10ホールドを挙げチームのリーグ優勝に貢献した。
2019年は41試合に登板したが、5敗を喫し防御率も3.67と悪化。シーズン終了後自由契約となった。

### 独立リーグ時代
2020年3月5日、北米の独立リーグであるアトランティックリーグのシュガーランド・スキーターズと契約した。シーズン終了後に退団した。

## プレースタイル
直球の最速は158km/hで、変化球を多彩に投げる。

## 詳細情報

### 年度別投手成績
| 年 度    | 球 団    | 登 板 | 先 発 | 完 投 | 完 封 | 無 四 球 | 勝 利 | 敗 戦 | セ 丨 ブ | ホ 丨 ル ド | 勝 率 | 打 者 | 投 球 回 | 被 安 打 | 被 本 塁 打 | 与 四 球 | 敬 遠 | 与 死 球 | 奪 三 振 | 暴 投 | ボ 丨 ク | 失 点 | 自 責 点 | 防 御 率 | W H I P |
| -------- | -------- | ----- | ----- | ----- | ----- | -------- | ----- | ----- | -------- | ----------- | ----- | ----- | -------- | -------- | ----------- | -------- | ----- | -------- | -------- | ----- | -------- | ----- | -------- | -------- | ------- |
| 2017     | BOS      | 2     | 0     | 0     | 0     | 0        | 0     | 0     | 0        | 0           | .---  | 11    | 2.1      | 2        | 1           | 2        | 0     | 0        | 1        | 0     | 0        | 1     | 1        | 3.86     | 1.71    |
| 2018     | 西武     | 22    | 0     | 0     | 0     | 0        | 2     | 1     | 1        | 10          | .667  | 88    | 21.2     | 15       | 2           | 12       | 0     | 2        | 26       | 0     | 0        | 5     | 5        | 2.08     | 1.25    |
| 2019     | 西武     | 41    | 0     | 0     | 0     | 0        | 2     | 5     | 1        | 10          | .286  | 199   | 41.2     | 40       | 2           | 28       | 1     | 8        | 36       | 4     | 0        | 25    | 17       | 3.67     | 1.63    |
| MLB：1年 | MLB：1年 | 2     | 0     | 0     | 0     | 0        | 0     | 0     | 0        | 0           | .---  | 11    | 2.1      | 2        | 1           | 2        | 0     | 0        | 1        | 0     | 0        | 1     | 1        | 3.86     | 1.71    |
| NPB：2年 | NPB：2年 | 63    | 0     | 0     | 0     | 0        | 4     | 6     | 2        | 20          | .400  | 287   | 63.1     | 55       | 4           | 40       | 1     | 10       | 62       | 4     | 0        | 30    | 22       | 3.13     | 1.50    |

- 2020年度シーズン終了時

### 記録
NPB
- 初登板：2018年8月11日、対東北楽天ゴールデンイーグルス19回戦（楽天生命パーク宮城）、9回裏に3番手で救援登板・完了、1回無失点
- 初奪三振：同上、9回裏に枡田慎太郎から空振り三振
- 初ホールド：2018年8月12日、対東北楽天ゴールデンイーグルス20回戦（楽天生命パーク宮城）、11回裏に5番手で救援登板、1回1/3を無失点
- 初勝利：2018年8月14日、対オリックス・バファローズ18回戦（メットライフドーム）、10回表に3番手で救援登板・完了、1回無失点
- 初セーブ：2018年10月2日、対北海道日本ハムファイターズ24回戦（札幌ドーム）、9回裏に4番手で救援登板・完了、1回無失点

### 背番号
- 42（2018年 - 2019年）

### 登場曲
- 「Whole Lotta Love」レッド・ツェッペリン（2018年 - 2019年）